# Économie des États-Unis
 (avril 2024).
Les États-Unis sont la première puissance économique mondiale avec en 2024 un PIB de 29 168 milliards de dollars, soit environ un quart du PIB mondial. Son État le plus riche, la Californie, serait la cinquième puissance économique mondiale si elle était indépendante.
Pays industrialisé, intéressé par le secteur tertiaire et misant massivement sur l'innovation, les États-Unis sont également riches en ressources naturelles et un grand exportateur de biens culturels. Leur PIB par habitant est parmi les plus élevés au monde et on y compte plus de 150 millions de travailleurs. Les universités américaines attirent vers le pays les étudiants les plus brillants, et placent les États-Unis à la pointe du progrès technique, en particulier pour les « technologies du futur » (biotechnologies, technologies de l'information et de la communication, etc.) dont la Silicon Valley au sud de San Francisco est le fer de lance. La Californie à elle seule représente un quart de la totalité des brevets déposés aux États-Unis. Le New York Stock Exchange (Wall Street) et surtout le NASDAQ ont drainé des capitaux du monde entier dans les années 1990 vers le financement de l'économie américaine, même si les entreprises cotées réduisent leurs capitaux propres depuis les années 2000. Les infrastructures développées, le niveau d’imposition faible, le dynamisme en matière d'innovation, l’esprit de libre-entreprise qui découle du libéralisme économique, et la libéralisation économique font de l’économie des États-Unis une des plus compétitives du monde. En 2010, les États-Unis restent la première destination des Investissements directs à l’étranger (IDE) avec 110 milliards de dollars.
Le dollar, monnaie de référence à l’échelle mondiale, atténue l'impact monétaire des déficits courants importants, jusqu'à 6 % de leur PIB ce qui soutient la consommation des ménages américains mais endette le pays vis-à-vis de l’étranger. Les États-Unis sont également mis en cause pour leur consommation élevée de pétrole, la non-ratification du protocole de Kyōto, ou le manque de coopération en matière du commerce international au travers de mesures protectionnistes.
Les Etats-Unis est le pays développé qui connait les inégalités économiques les plus extrêmes . Certains chercheurs considèrent d'ailleurs qu'on ne peut plus le qualifier de pays développé ,.
En 2016, les 1% des Américains des plus riches contrôle 42% des richesses du pays . La pauvreté concerne 15% de la population, soit près de 50 millions de personnes.

## Historique
À partir des années 1830, et ce jusqu'à la fin de la seconde guerre mondiale, les droits de douane aux États-Unis sont parmi les plus élevés du monde. En outre, en raison du coût des transports maritimes, le pays dispose d’un haut degré de protection « naturelle » ce qui rend les industries américaines les plus protégées du monde jusqu’en 1945. En 1929, les États-Unis dominent l'industrie et assurent 42 % de la production mondiale. À partir de 1913, l’économie américaine s'ouvre davantage au libéralisme, mais l’effondrement de 1929 la conduit à revenir au protectionnisme.
Durant la Seconde Guerre mondiale, la montée en puissance du Complexe militaro-industriel des États-Unis permit d'équiper les pays alliés dans le conflit. Pour financer cet effort, la part des impôts fédéraux du produit intérieur brut (PIB) - un indicateur clé de l'ensemble de la charge fiscale - est passée de 7,6 % en 1941 à 20,4 % en 1945.

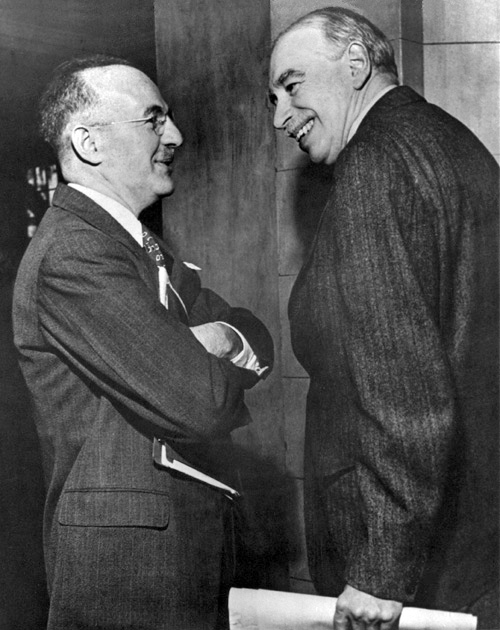
Harry Dexter White (à gauche) et John Maynard Keynes en 1946. Ils furent les deux protagonistes principaux de la conférence tenue à Bretton Woods.

En 1945, les États-Unis sont le seul pays allié resté intact : le territoire américain n'a pas été envahi et n'a pas connu de destructions massives, sauf à la suite de l’attaque japonaise sur Pearl Harbor en 1941. Alors que les belligérants européens connaissent une importante crise monétaire, les réserves américaines en or demeurent intactes, de même que l’agriculture et l’industrie. Les États-Unis possèdent 2/3 du stock d’or mondial, et imposent un nouveau système monétaire international à la conférence de Bretton Woods (juillet 1944). Le dollar américain n'a pas perdu de sa valeur contrairement à d'autres unités monétaires et devient la monnaie de référence internationale.

Graphique montrant de 1950 à 1989 le PNB de l'URSS, de l'Europe de l'Ouest et de l'Europe de l'Est en % par rapport à celui des États-Unis.

Il faut néanmoins reconvertir l’économie de guerre vers la production de biens de consommation et assurer les débouchés économiques extérieurs. Le pays occupe la première place mondiale dans tous les domaines de l'économie. Il assure l'équivalent de la moitié de la production de la planète,,; il possède 2/3 de la flotte mondiale et assure 25 % des échanges. La balance commerciale est excédentaire, mais dépend de la capacité des économies européennes à se reconstruire.
Leur suprématie économique sur l'Europe étant fermement assurée, les États-Unis souhaitent reconstruire l'économie mondiale selon les principes du libre-échange : ils estiment que le protectionnisme est l'une des causes de la Seconde Guerre mondiale. Dans les années 1960, les profits réalisés par l’économie américaine sont assurés par l’investissement à l’étranger et le recours à une force de travail locale et faiblement rémunérée. D'après l’économiste Pierre Dommergues, le développement de la consommation intérieure dont bénéficient majoritairement les Américains durant cette période repose principalement sur un échange inégal avec le tiers-monde.
Les années 1970-1980 sont marqués par le choc pétrolier, la désindustrialisation et l'augmentation du chômage. Puis les États-Unis ont connu une période de croissance ininterrompue de près de 10 ans : de 1992 à 2000. Le Produit Intérieur Brut a crû de 3,7 % en moyenne au cours de ces années avec des pointes à 5,2 % en 2000 ou à 4,4 % en 1997 et 1998. Entre 1996 et 2000, le PNB a augmenté de 25 % : un taux de croissance économique comparable à celui des années 1960.
Dans les années 1980, la politique monétaire de l’administration Reagan se traduit par une forte hausse des taux d’intérêts des États-Unis et le dollar est réévalué de 50 %. Cette politique génère notamment une explosion de la dette des pays d'Amérique latine, ceux-ci utilisant généralement le dollar pour rembourser les sommes dues. En France, François Mitterrand regrette également cette politique : « Les États-Unis nous font payer leur chômage et leur déficit. C’est nous qui permettons à Reagan de continuer une politique qui nous écrase ».
L'avance technologique vis-à-vis du reste du monde, très importante à la fin de la Seconde Guerre mondiale, s’est réduite. Par exemple, le Japon est désormais leader technologique dans le secteur de l’électronique. Selon le Centre de la politique fiscale, en 2004, la charge fiscale des États-Unis était de 26 % du PIB, contre une moyenne de 36 % pour les pays membres de l'OCDE.
Le rapport 2018 de la Fondation Walk Free fait état de plus de 400 000 personnes vivant dans l'esclavage aux États-Unis.

## La première puissance économique du monde
|                          | % du PIB mondial (nominal) | % du PIB mondial (nominal) | % du PIB mondial (nominal) | % du PIB mondial (nominal) | % du PIB mondial (nominal) |
| 2005                     | 2010                       | 2015                       | 2020                       | 2025                       |                            |
| ------------------------ | -------------------------- | -------------------------- | -------------------------- | -------------------------- | -------------------------- |
| États-Unis               | 27,2                       | 22,5                       | 24,2                       | 24,9                       | 26,8                       |
| Union européenne (UE27)  | 24,9                       | 21,9                       | 18,1                       | 18,1                       | 17,6                       |
| Chine                    | 4,8                        | 9,2                        | 15,0                       | 17,6                       | 16,9                       |
| Source: FMI (avril 2025) |                            |                            |                            |                            |                            |

Les États-Unis sont la première puissance économique du monde et produisent 25 % du PIB mondial. Le PIB américain est six fois celui du Japon et neuf fois celui de la France. Avec 86 600 $/hab. en 2024, les États-Unis se classent au 8e rang mondial. S’ils étaient des États indépendants, le Delaware et le Connecticut se classeraient au troisième et au quatrième rang mondial pour le PIB/hab. S'agissant du PIB réel, en 2016, la Californie est devenue la sixième puissance mondiale devant la France.
Les États-Unis occupent la première place pour la production industrielle, les importations, les services, la production d'électricité, le transport aérien et les investissements à l'étranger; la deuxième place pour la consommation d'énergie le trafic de conteneurs; la troisième place pour les exportations, le tourisme international et la production de pétrole. La bourse de New York est la première du monde. Sur les 100 premières entreprises mondiales par le chiffre d'affaires, 31 sont américaines. D'après le classement de 2007 de l'International Institute for Management Development, les États-Unis demeurent le pays le plus compétitif de la planète,. De nombreux secteurs restent dominés par une entreprise américaine : l'aéronautique (Boeing), les boissons (Coca-Cola), les logiciels (Microsoft), les produits domestiques (Procter & Gamble), le pétrole (ExxonMobil), la pharmacie (Johnson & Johnson), les semi-conducteurs (Intel), les télécommunications (AT&T), etc. La majorité des emplois appartient au secteur tertiaire et les services représentent une part importante du PIB. L'économie américaine est même surnommée Great job machine.

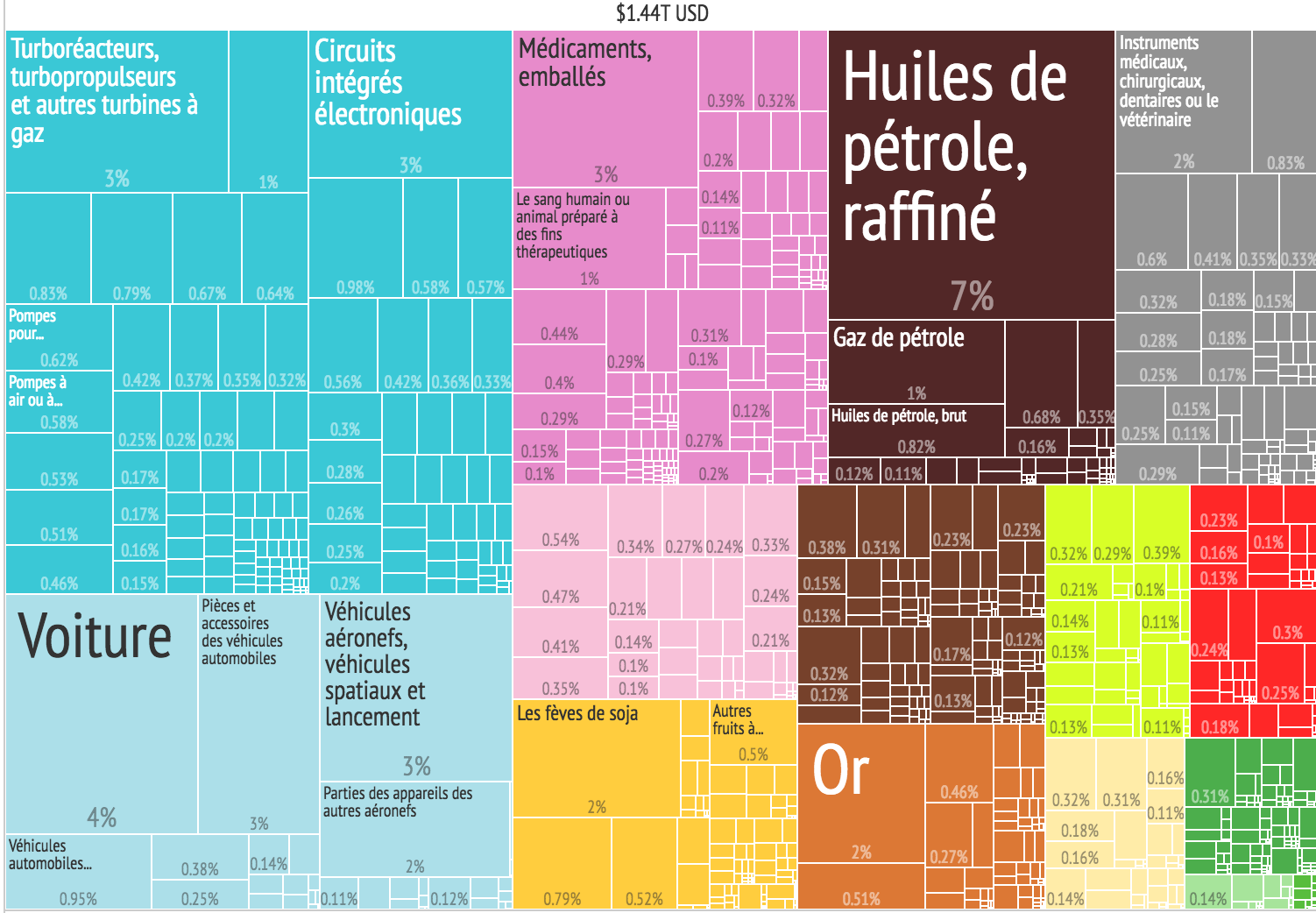
Exportations américaines par produits, Treemap (2014) à partir de Harvard Atlas of Economic Complexity.

Cependant, la puissance économique américaine est concurrencée par de nombreux pays. Alors que les États-Unis sont à leur apogée en 1945, le Japon et l'Europe occidentale rattrapent leur retard dès les années 1960. Dans les années 2000, les pays émergents au premier rang desquels la Chine, se développent rapidement. L'euro et le yen sont devenus des monnaies rivales du dollar qui s'est déprécié. Les multinationales américaines perdent des parts de marché dans l'automobile (concurrence du japonais Toyota) ou l'aéronautique (Airbus). La crise économique de 2008-2009 affecte l'économie américaine : la bourse de New York s'effondre, le PIB recule, le chômage augmente, les géants de l'automobile et de la finance sont en difficulté. Cependant, tous les pays sont touchés, ce qui montre le rôle clé des États-Unis dans l'économie mondiale.

### La croissance du PIB des États-Unis
| 2014  | 2015  | 2016  | 2017  | 2018  |
| ----- | ----- | ----- | ----- | ----- |
| 2,5 % | 2,9 % | 1,6 % | 2,4 % | 2,9 % |

PIB (basé en PPA) en % du PIB mondial.   - États-Unis - Chine
Classement des dix premiers pays du monde par leur PNB en 2006.
Classement des vingt premiers PIB du monde en 2006, avec quelques États américains.
Les dix premières entreprises américaines par le chiffre d'affaires en 2008.

## Les fondements de la puissance économique

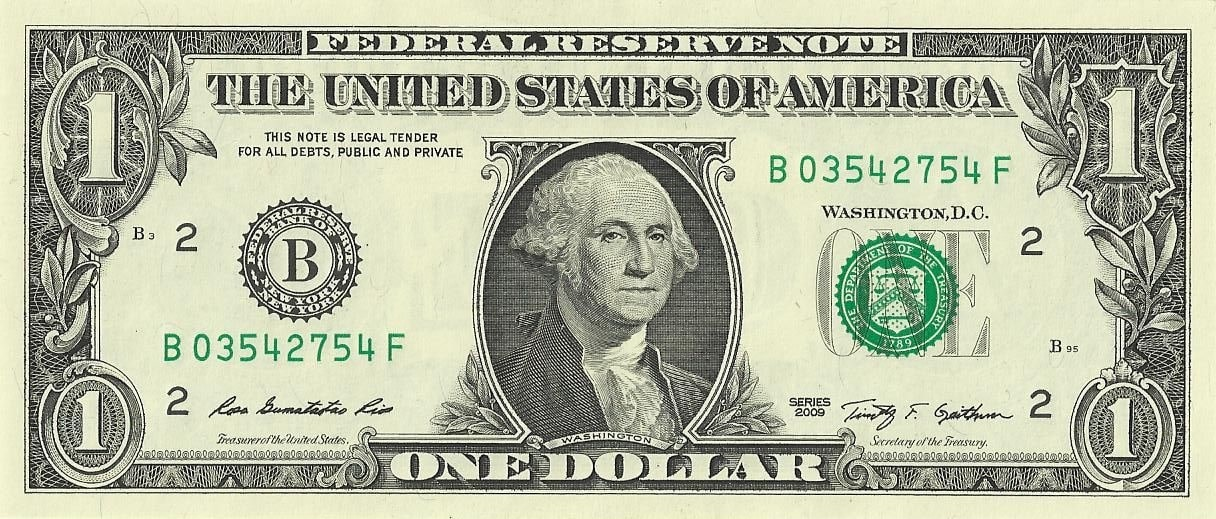
Billet d'un dollar.

Une économie post-industrielle.

Les États-Unis sont un pays capitaliste dans lequel la liberté d'entreprendre est un droit fondamental. La réussite individuelle est une composante du rêve américain. La liberté des échanges est encouragée par la signature d'accords bilatéraux ou multilatéraux avec d'autres pays. Les droits de douane sont parmi les plus faibles du monde (3,5 % en moyenne en 2006).
Pourtant, l'État fédéral et les pouvoirs publics interviennent dans l'économie pour garantir la libre concurrence, soutenir les secteurs en difficulté, développer les exportations. Ainsi, le Small Business Act (1953) protège les PME du pays et aussi corriger les inégalités engendrées par l'économie de marché. Le poids des États-Unis dans le monde, notamment à l'OMC favorise les entreprises américaines.
Les méthodes de travail américaines se sont diffusées dans le monde (fordisme, taylorisme, marketing). La société de consommation et l'American Way of Life sont véhiculés notamment par le cinéma. L'anglais reste la langue de travail sur la planète, alors que le dollar conserve sa place dans les échanges internationaux et comme réserve de valeur. Les achats de pétrole se font en dollars depuis 1971. Les entreprises industrielles se développent grâce à d'importants investissements dans la recherche et les techniques de pointe.
Les multinationales américaines sont des acteurs de premier ordre dans la mondialisation. Cependant, les PME participent également à la prospérité du pays : il en existe plus de 26 millions qui totalisent environ un tiers des emplois aux États-Unis. La puissance économique américaine repose en outre sur un territoire vaste et riche, un réseau de transport dense, un réseau de communication moderne, une population nombreuse (3e rang mondial) et alphabétisée, des universités performantes et réputées, des investissements massifs dans la recherche et l'innovation.
La politique de sanctions décidée par les États-Unis à l'égard de certains pays constitue également un levier de puissance. Au cours des années 2010, les entreprises européennes ont dû payer aux États-Unis plus de 40 milliards de dollars d’amendes pour avoir maintenu des transactions avec des pays placés sous embargos par les États-Unis (Cuba, Iran, etc). D'après le journaliste économique Jean-Michel Quatrepoint, les sanctions sont considérablement plus sévères pour les entreprises européennes que pour les entreprises américaines et visent dans certains cas, notamment en raison des puissants efforts de lobbying déployés par les entreprises américaines, à éliminer la concurrence européenne. En outre, cette politique permet à terme aux États-Unis de se réserver certains marchés.
Les inégalités observées aux États-Unis se retrouvent dans les différences d'espérances de vie entre Américains. Selon une étude de l'Institut de métrologie et d'évaluation de la santé (IHME) auprès d'un nombre représentatif de comtés, on constate plus de 20 ans d'écart d'espérance de vie entre le premier (86 ans, situé dans l’État du Colorado) et le dernier (66 ans, situé dans l’État du Dakota du Sud). Une dizaine de ces comtés présentent une espérance de vie inférieure à celle de la Corée du Nord.

## Structures économiques
Si l'on suit la répartition en trois secteurs économiques :

### Secteur primaire
Les États-Unis demeurent en 2016 des exportateurs importants de produits agricoles (coton) et de matières premières (charbon, bois...). Celles-ci représentent 17 % de leurs exportations (hors pétrole).

#### Agriculture
L'agriculture américaine (1er exportateur, 2e importateur) est la première du monde. Elle est moderne et productive car elle utilise 1,7 % de la population active en 2004.
Les productions agricoles américaines sont variées à l'image des climats du pays :
- élevage bovin, notamment ranching et feed lots dans les Rocheuses : 98,5 millions de têtes en 1999 (3e producteur mondial)[52] (voir Élevage bovin aux États-Unis)
- élevage porcin (le deuxième du monde) : 62,2 millions de têtes en 1999 (Source : Images Economiques du Monde, 2001)
- vignes, en particulier en Californie (mais aussi Oregon et New York)

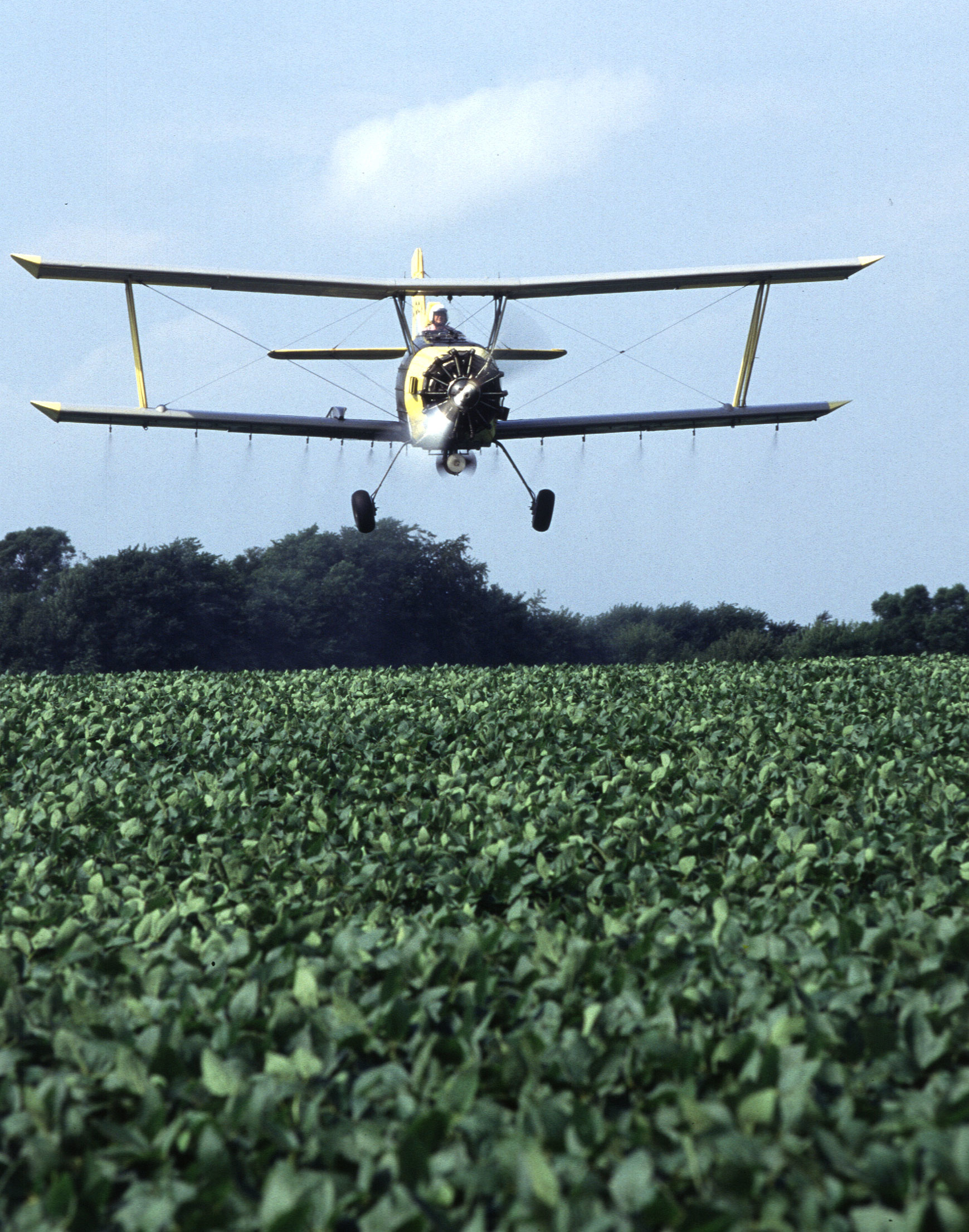
Pulvérisation d'un champ par avion, dans l'Illinois.

- céréales, principalement dans les Grandes Plaines : blé, maïs et soja forment le trinôme du food power américain. Les 80 millions de céréales exportées (2014-2015) constituent 24,8 % du total mondial, 38 % pour le maïs et 36,5 % pour les graines de soja[50].
- coton dans le vieux sud
- tabac
- fruits dans la Sun Belt (oranges de Floride); 50 % des fruits et légumes et 90 % des amandes, artichauts, avocats et tomates des États-Unis sont produites dans la vallée de San Joaquin, au sud du delta du Sacramento en Californie[53]. La vallée, qui est aussi le plus grand fournisseur pétrolier de la Californie, et abrite le troisième champ pétrolier des États-Unis, le Midway-Sunset Oil Field, est aussi l'une des régions les plus pauvres des États-Unis. En 2005, 41 % des adultes du comté de San Joaquin vivaient sous le seuil de pauvreté fédéral et dans un état d'insécurité alimentaire[54].

Cette agriculture intensive a un impact sur la qualité des eaux de surface et des nappes phréatiques. Selon un rapport de l'US Environnemental Protection Agency, 39 % des rivières et 45 % des lacs étaient pollués en 2000. La plupart du territoire américain est mis en valeur mais les Grandes Plaines, ainsi que la vallée de San Joaquin en Californie, restent le symbole de la puissance agricole américaine. À l'ouest, grâce à l'irrigation, les productions agricoles sont intégrées au système capitaliste.
D'après une étude de l'ONG britannique Oxfam, parue en 2016, la grande majorité des 250 000 ouvriers du secteur volailler sont privés du droit d'aller aux toilettes afin de gagner en productivité. Beaucoup d'entre eux sont alors contraints de porter des couches-culottes pour travailler dans leurs entreprises et « réduisent leurs prises de liquides et fluides à des niveaux dangereux ». Pour l'ONG, il s'agit d'une dégradation de la condition humaine pour des salariés qui déjà « gagnent de faibles salaires et souffrent de taux élevés de blessures et maladies ».

#### Mines et énergie

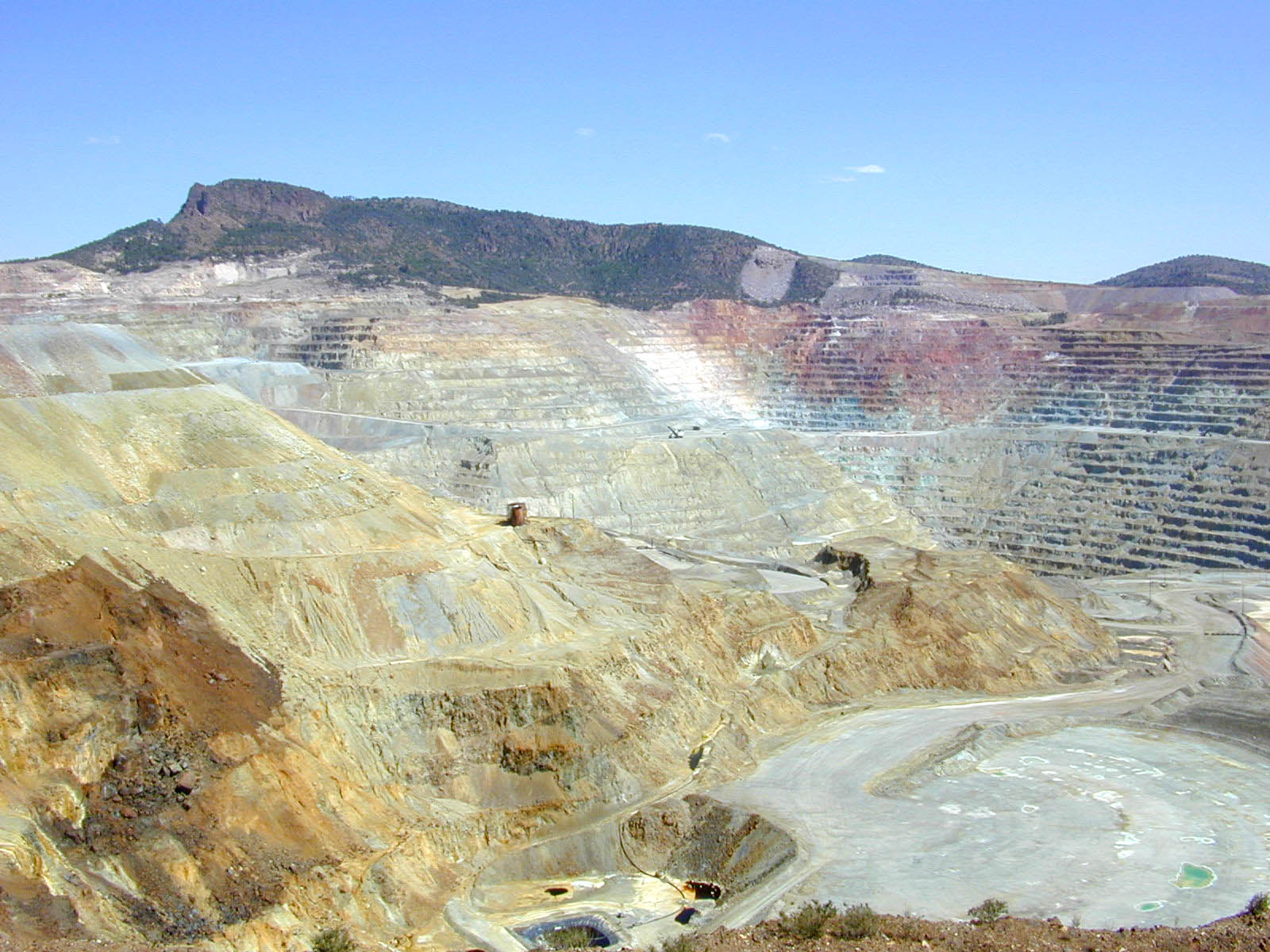
Mine de cuivre à ciel ouvert, Chino Copper Mine, Nouveau-Mexique, États-Unis.

En 1999, les États-Unis étaient les deuxièmes producteurs de charbon avec 920 millions de tonnes. La production de pétrole occupe le même rang avec 358 millions de tonnes. Mais le secteur houiller connaît un recul quant aux emplois : quelque 80 000 salariés américains travaillaient en 2016 dans ce secteur pourvoyeur de plus de 860 000 emplois dans les années 1920.
En 2003, le taux de couverture énergétique était de 72,7 %. Grâce à l'utilisation de la technique de la fracturation hydraulique, la production de gaz « non conventionnels » (ou gaz de schiste) augmente fortement dans les années 2000 et représente en 2016 la moitié de la production totale de gaz du pays. La production de pétrole de schiste fournit 55 % du pétrole américain. Ces révolutions technologiques ont fait des États-Unis les premiers producteurs mondiaux de gaz en 2009 et de pétrole en 2014 et ont considérablement réduit leur dépendance dans le domaine des hydrocarbures. Résultat de ces changements, le pays devrait être autosuffisant vers 2020.
Néanmoins, la baisse des cours du pétrole à partir du deuxième semestre 2014 a eu pour conséquence de faire perdre 100 000 emplois (y compris les services aux entreprises) au secteur de l'énergie en 2015. Le nombre de gisements gaziers en exploitation est passé de 1 800 en janvier 2015 à 500 en mars 2016. De surcroit, nombre d'entreprises du secteur sont fragiles et lourdement endettées, 69 d'entre elles ont fait faillite en 2015.
| Minerais    | Production | Rang mondial |
| ----------- | ---------- | ------------ |
| kaolin      | 9 Mt       | 1er          |
| magnésium   | 1,06 Mt    | 1er          |
| phosphate   | 35,8 Mt    | 1er          |
| sel         | 43,9 Mt    | 1er          |
| pétrole     | 360 Mt     | 2e           |
| charbon     | 571,7 MTEP | 2e           |
| gaz naturel | 537 Gm3    | 2e           |
| or          | 277 t      | 2e           |
| soufre      | 9,3 Mt     | 2e           |
| molybdène   | 0,32 Mt    | 2e           |
| cuivre      | 1,13 Mt    | 2e           |
| plomb       | 0,45 Mt    | 3e           |
| talc        | 0,83 Mt    | 3e           |
| titane      | 0,3 Mt     | 4e           |
| zinc        | 740 Mt     | 5e           |
| argent      | 1,47 Mt    | 5e           |
| fer         | 50 Mt      | 7e           |

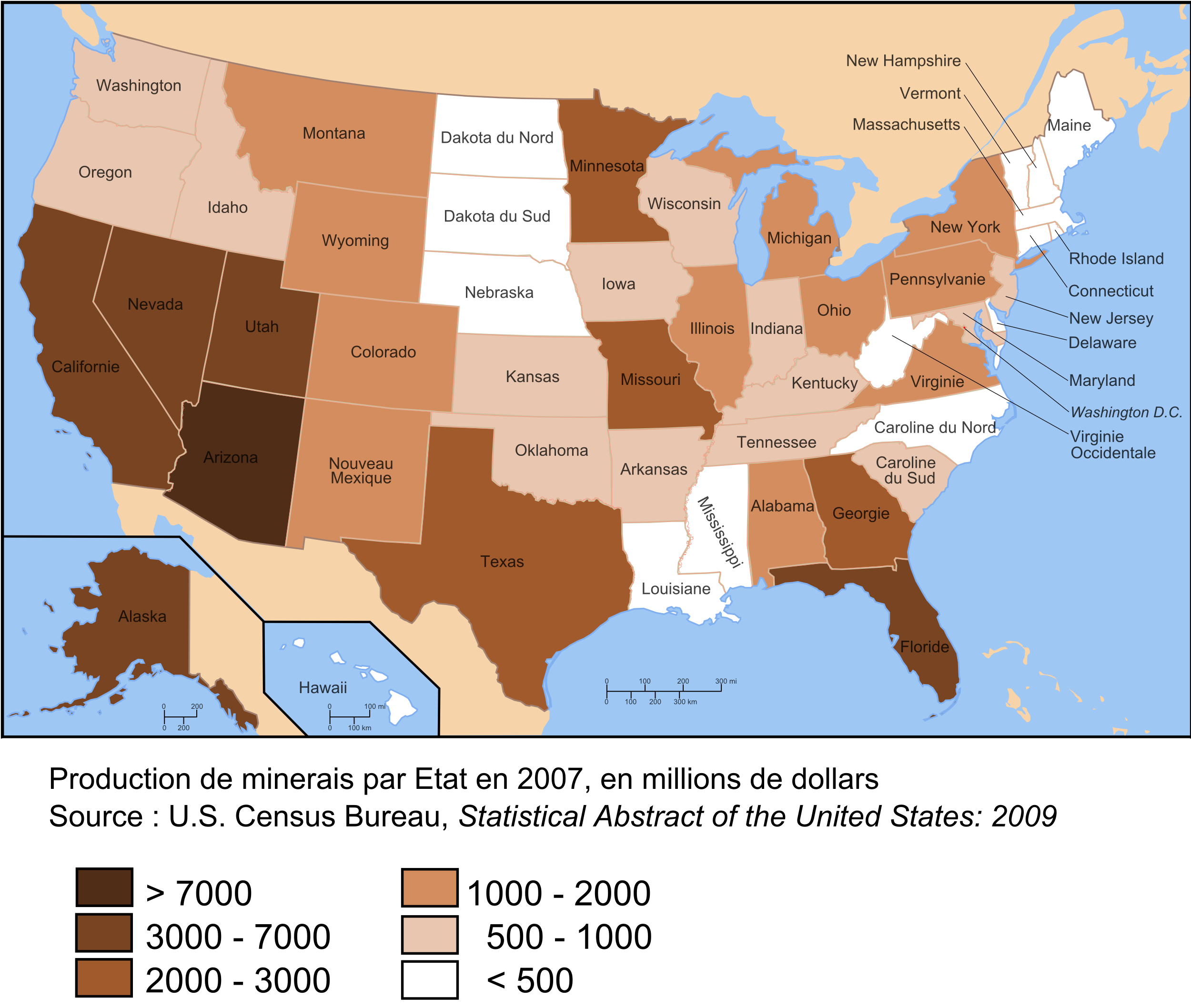
Production de minerais.
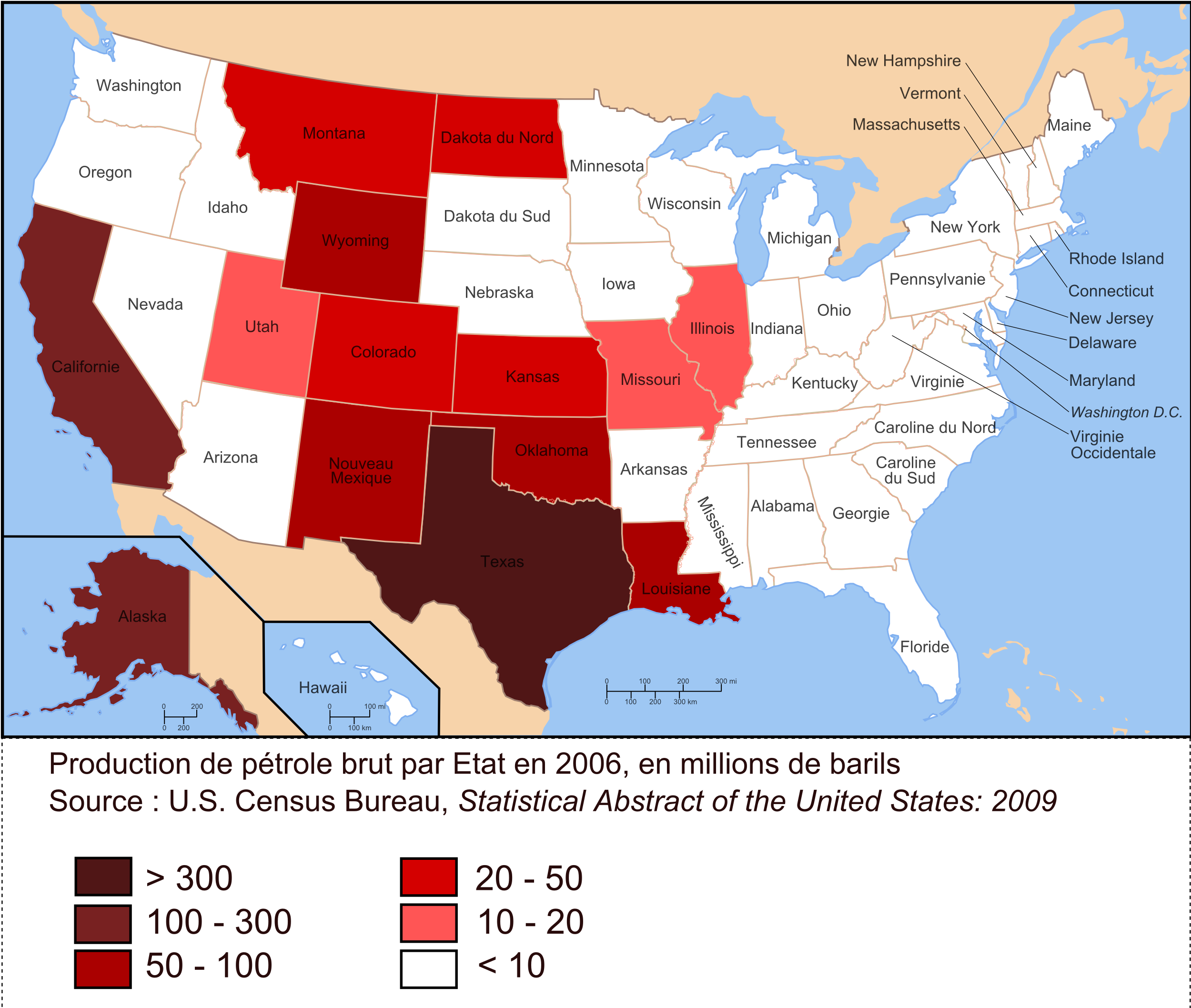
Production de pétrole.
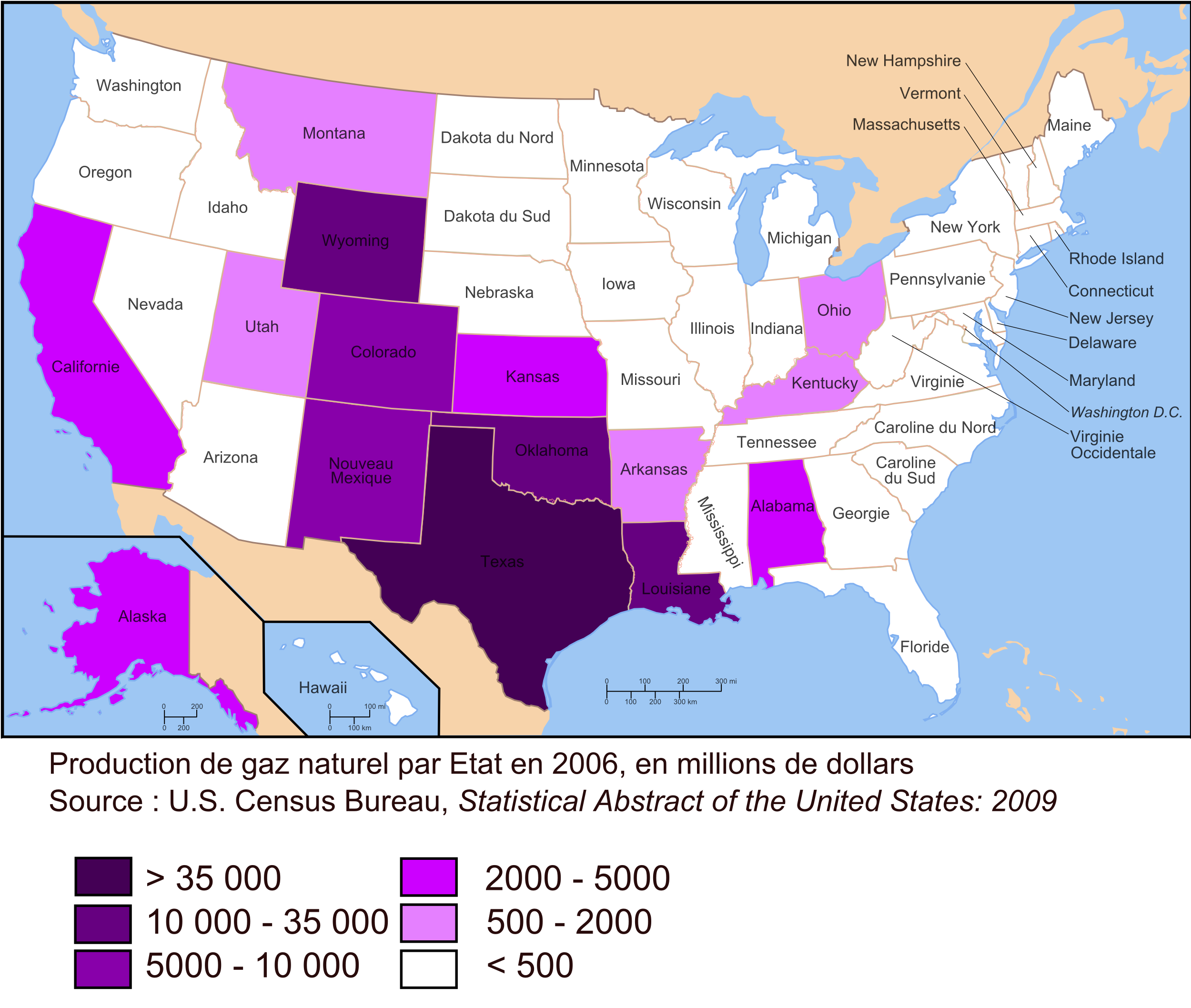
Production de gaz naturel.
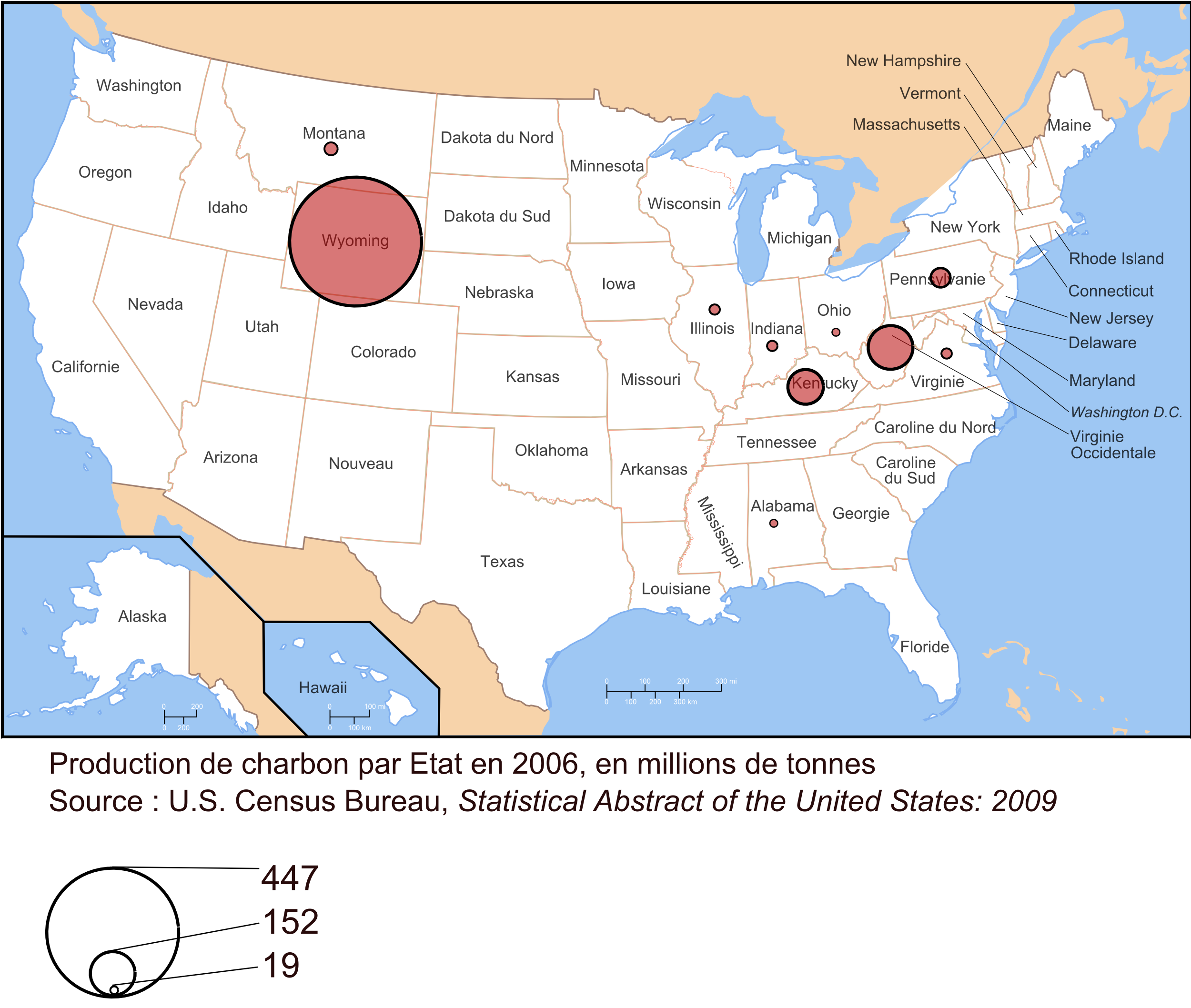
Production de charbon.

#### Pêche
La pêche est très présente près des littoraux. Pour la pêche en mer, on peut soit pêcher sur la côte est dans l'Océan Atlantique soit sur la côte ouest dans l'Océan Pacifique.

### Secteur secondaire

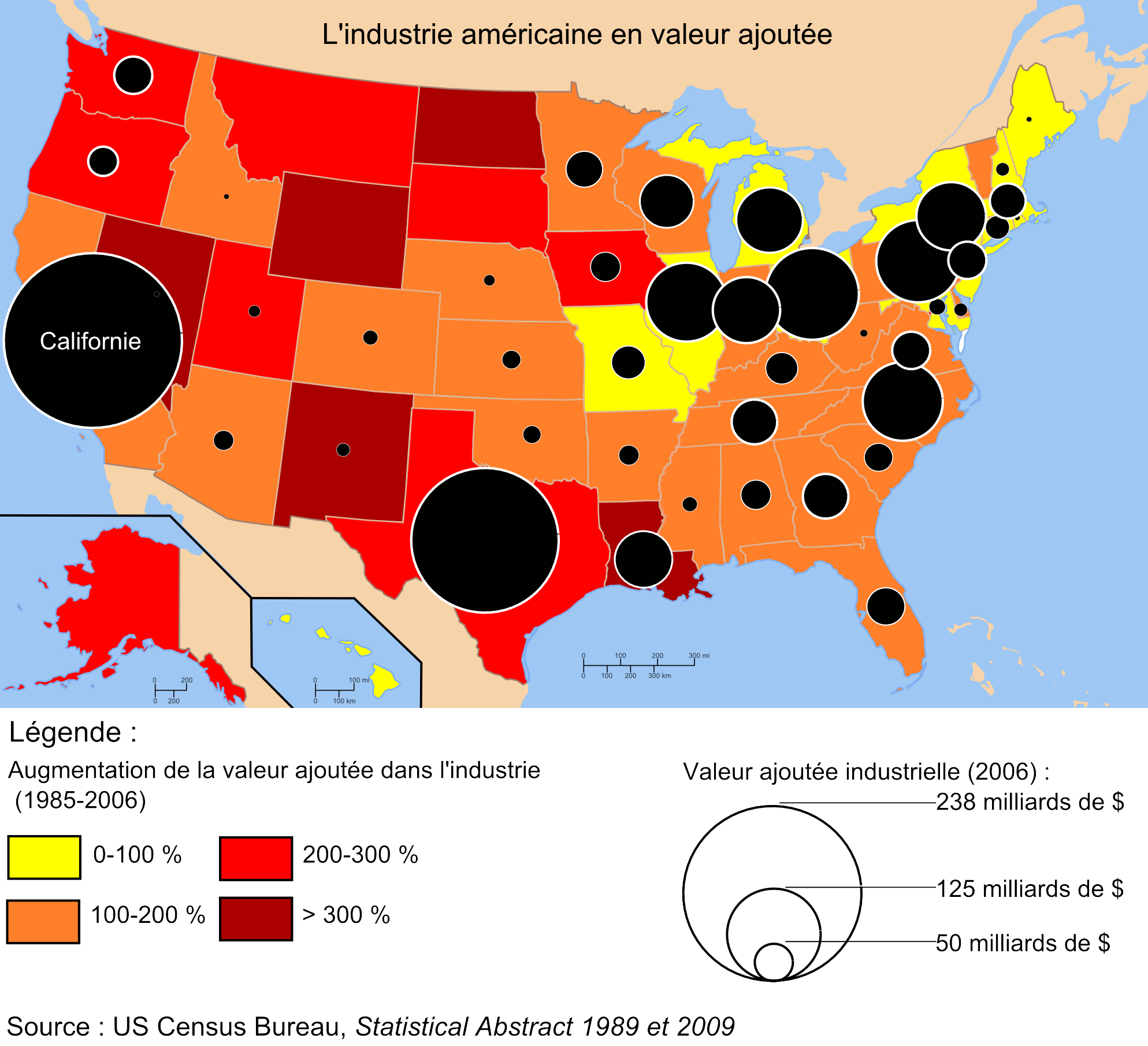
Valeur ajoutée de l'industrie aux États-Unis.

Le secteur secondaire emploie 20,8 % de la population active américaine. Les cinq premiers états par l'importance de la main d'œuvre travaillant dans l'industrie sont en 2004 la Californie (1 529 500 employés), l'Ohio (824 700), l'Illinois (710 000), le Michigan (702 900) et la Pennsylvanie (696 800).
- Industries lourdes :
  - Raffineries : à la fin de 1999, la capacité de raffinage des États-Unis était de 827 millions de tonnes, plaçant le pays au premier rang mondial. Les États-Unis assurent 20 % du raffinage mondial[52].
  - En 1999, le pays était le deuxième producteur d'acier derrière la Chine, avec une production de 97 millions de tonnes[52].
- Aéronautique :
  - L'industrie aéronautique et spatiale représente, en 2008, environ 3 100 entreprises employant 503 900 personnes[60].
  - militaire : les principaux groupes sont : Lockheed, Northrop Grumman et Raytheon.
  - civile : Boeing
- Automobile : les principales firmes américaines sont : General Motors, Ford, Buick, Cadillac (automobile), Caterpillar, Chevrolet, DaimlerChrysler, Mercury (automobile), Pontiac (automobile)
- Électronique, logiciel et informatique : IBM, Motorola, United Technologies, Microsoft, Apple, Dell, Texas Instruments, Intel Corporation, Adobe, Sun Microsystems, Oracle, Symantec, Hewlett Packard, Advanced Micro Devices, Inc.
- Électricité : General Electric, Shaw Group
- Biens de consommation : Eastman Kodak, Whirlpool, Gillette Company, Nike, Procter & Gamble
- Industries Agro-Alimentaires : Coca-Cola, McDonald's, Cargill, PepsiCo, Pizza Hut, United Fruit Company, Wal-Mart

#### Hautes technologies

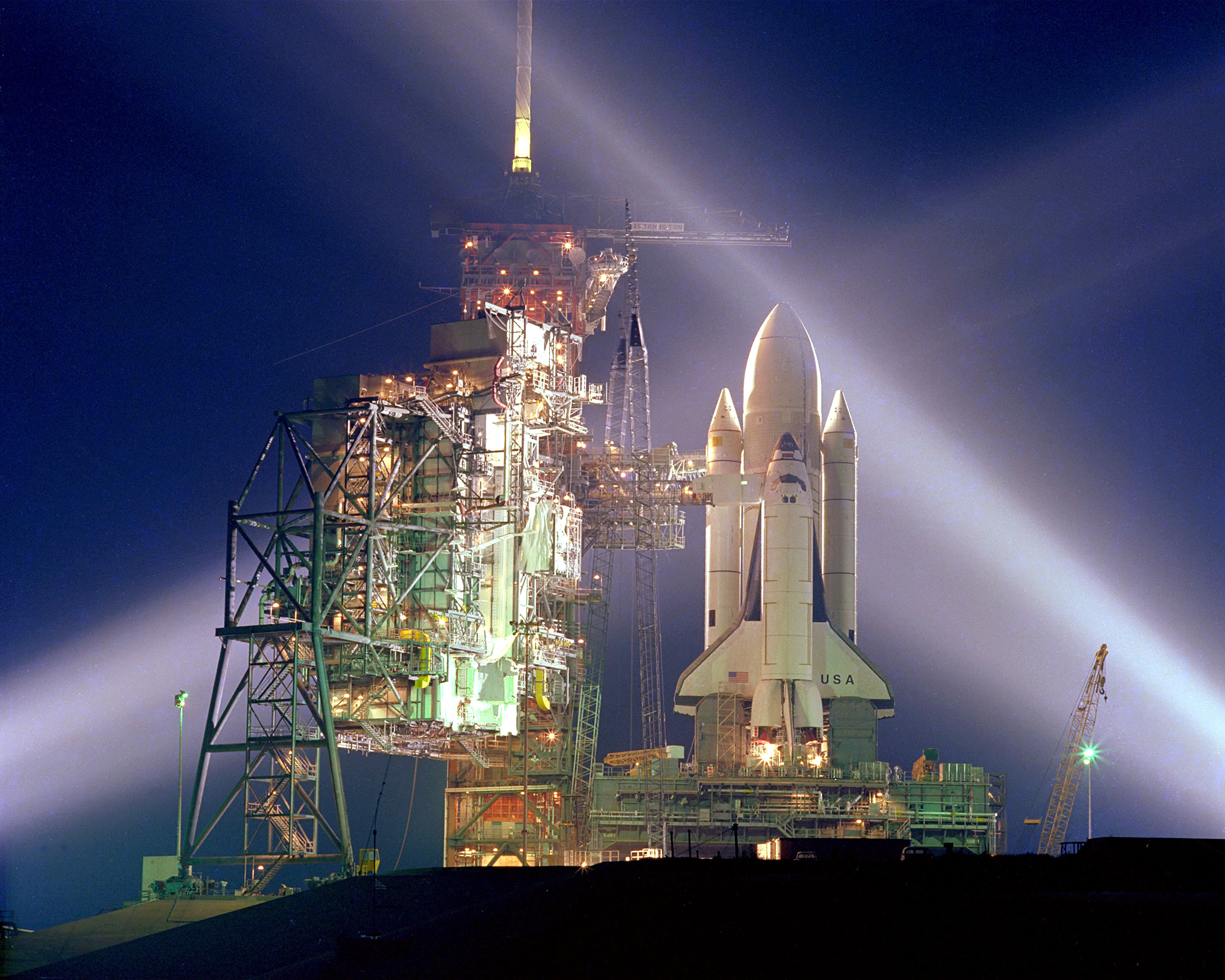
Navette spatiale Columbia.

Le développement des industries de pointe est le résultat d'une politique d'investissements dans la recherche fondamentale et la recherche et développement. Le Bureau de la Science et de la Technologie (Office of Science and Technology), la National Science Foundation, le National Research Council ou encore la NASA sont les principales organisations publiques qui stimulent la recherche aux États-Unis. Les dépenses publiques en matière de recherche s'élèvent à 126 milliards de dollars en 2004, dont 55 % sont consacrés à la recherche militaire. Quant au secteur privé, il a dépensé 181 milliards de dollars. Le réseau des universités publiques de Californie dispose du même budget que celui du CNRS en France.

### Secteur tertiaire

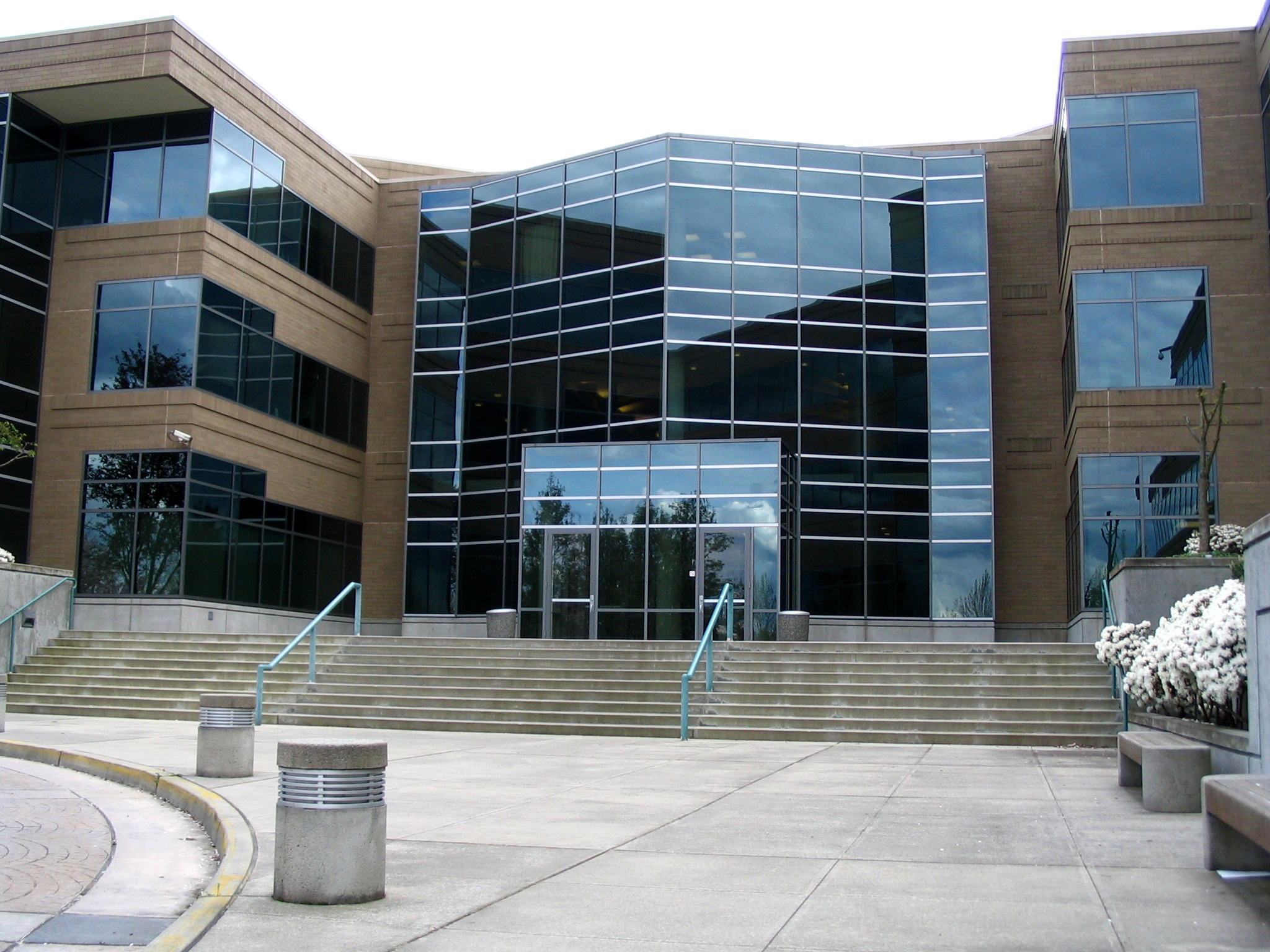
Siège social de Microsoft à Redmond, dans l’État de Washington.

Le secteur tertiaire employait, en 1991, 72 % de la population active et constituait 68 % de la richesse nationale. En 2005, les services occupent 77,4 % de la population active américaine. Les dépenses de santé absorbent 15,3 % du PIB. Fin 2007, on compte 7 282 banques commerciales, 1 251 caisses d'épargne et 8 101 coopératives de crédit.
L'industrie pharmaceutique détient une influence politique considérable, parvenant à faire voter des lois entravant les activités de la DEA la concernant et à recruter des dizaines de cadres de cette dernière pour son propre compte. L'industrie pharmaceutique est controversée pour sa responsabilité dans l'épidémie d’opioïdes, qui a provoqué au moins 200 000 morts par overdose de cette substance aux États-Unis entre 2000 et 2016.

### Échanges commerciaux

Les dix principaux pays pour le commerce international en 2007.

Environ 40 % du déficit commercial proviennent des échanges avec la Chine. En 2005, les importations en provenance de Chine ont représenté 162,9 Mds $, les exportations vers la Chine étant de 48,7 Mds $, soit un déficit commercial de 114,2 Mds $ (source : douanes chinoises). Les États-Unis absorbent plus de 80 % des exportations du Mexique. Les plus grands partenaires économiques sont, dans l'ordre, le Canada et le Mexique (2003). En 2007, le déficit commercial fut de 711,6 milliards de dollars. On assista une forte hausse des exportations (+12,2 % à 1 621,8 milliards de dollars) tandis que les importations progressaient plus modérément (+5,9 % à 2 333,4 milliards).
| Pays        | Exportations | Importations | Balance commerciale |
| ----------- | ------------ | ------------ | ------------------- |
| Allemagne   | 31,9         | 64,8         | - 32,9              |
| Royaume-Uni | 35,2         | 40,4         | - 5,3               |
| France      | 19,0         | 24,0         | - 5,0               |
| Italie      | 10,0         | 22,4         | - 12,4              |
| Irlande     | 6,8          | 16,5         | - 9,7               |
| Belgique    | 12,9         | 16           | - 3,1               |
| Pays-Bas    | 20,3         | 12,3         | + 8,0               |

#### Marchés boursiers
Le New York Stock Exchange (Wall Street) et le NASDAQ sont les plus importants marchés du monde quant aux flux financiers.
La bourse de Chicago, moins connue du grand public, est la première bourse au monde en nombre d'opérations traitées.

#### Tourisme

Classement des dix plus grands pays touristiques du monde en 2005.

Les États-Unis sont le troisième pays touristique du monde, derrière la France et l'Espagne. Le pays a accueilli 41,2 millions de visiteurs en 2004 qui ont dépensé 48,9 milliards d'euros. Cela grâce à une forte dotation naturelle et une organisation efficace.
Les États-Unis sont le quatrième état le plus grand du monde. Cette immensité est un facteur de variété des paysages : le pays dispose de tous les types de relief et de nombreux climats. Le tourisme hivernal se concentre dans le nord des Appalaches, dans les montagnes Rocheuses et la Sierra Nevada. Le tourisme balnéaire se développe sur le littoral de la Floride grâce au climat tropical. Le sud de la Californie profite d'un climat méditerranéen favorable aux activités nautiques. Mais les principaux atouts touristiques américains sont les nombreux sites naturels dispersés dans tout le pays. Les États-Unis attirent également les visiteurs grâce à leur rayonnement culturel : les films véhiculent des images d'un pays qui peut sembler familier.
Il sied de dire que l'offre touristique est soutenue par d'importants équipements : les États-Unis ont une capacité hôtelière équivalente au quart de la capacité de tout le continent africain.
Par ailleurs, l'histoire des États-Unis est récente, pourtant il existe de nombreux sites archéologiques amérindiens : les plus importants sont le Chaco Canyon et Mesa Verde laissés par la culture anasazi. Les villes de la Nouvelle-Angleterre offrent également un patrimoine architectural des XVIIe et XVIIIe siècles. La Louisiane est réputée pour ses maisons coloniales et le quartier français de La Nouvelle-Orléans.
|     | 2003                | 2004                | 2005              | 2018                |
| --- | ------------------- | ------------------- | ----------------- | ------------------- |
| 1er | France : 75 M       | France : 75,1 M     | France : 76 M     | France : 89,4 M     |
| 2e  | Espagne : 51,8 M    | Espagne : 53,6 M    | Espagne : 55,6 M  | Espagne : 82,8 M    |
| 3e  | États-Unis : 41,2 M | États-Unis : 46,1 M | États-Unis : 42 M | États-Unis : 79,7 M |
| 4e  | Italie : 39,6 M     | Chine : 41,8 M      | Italie : 40 M     | Chine : 62,9 M      |
| 5e  | Chine : 33 M        | Italie : 37,1 M     | Chine : 37 M      | Italie : 61,6 M     |

## Marché du travail

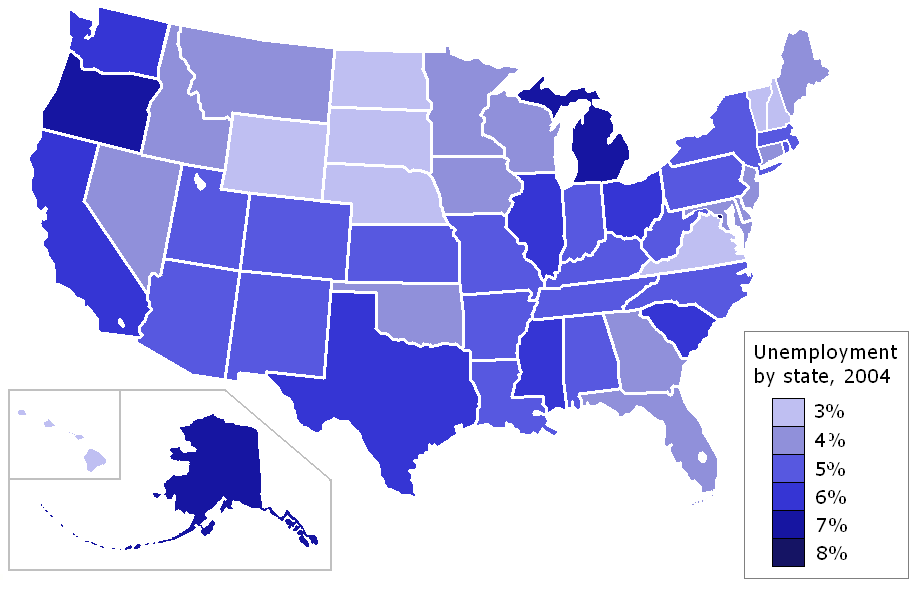
Taux de chômage par État, 2004.

Évolution du taux de chômage aux États-Unis (1948-2008).

Le temps consacré au travail tend à augmenter. En 1993, un Américain moyen travaillait 164 heures de plus par an qu'en 1976.
L'année 2004 a été la meilleure année depuis 1999 pour l'emploi américain. Le pays a créé, au total, en 2004, plus de 2,2 millions d'emplois nouveaux, soit une progression de 4,4 %. Le mois de décembre 2004 fut le seizième mois consécutif de création d'emplois, avec un taux de chômage à 5,4 %. La taux de chômage est tombé à 5,1 % au mois de mai 2005 et 4,4 % en octobre 2006.
Entre août 2003 et décembre 2006, plus de 7,2 millions d'emplois ont été créés. Il y a eu au total 52 mois consécutifs de création d'emplois.
Le président George W. Bush qui avait fait campagne en partie sur ce thème, y voit le signe du succès de sa politique de baisse d'impôts, contrairement aux analyses des économistes démocrates – lorsqu'ils tentaient, lors des primaires, de mobiliser leur aile gauche sur ce thème – et de certains économistes européens[réf. nécessaire].
À partir de 2007, l'économie américaine est entrée lentement en récession à la suite de la crise des subprimes. La situation de l'emploi s'est dégradée. Cette dégradation s'est confirmée au 1er trimestre 2008, avec un taux de chômage en hausse à 5,1 %, le taux le plus élevé depuis septembre 2005. Le secteur de la construction est le plus frappé par la crise, avec 51 000 emplois perdus en mars 2008. En novembre 2008, le taux de chômage s'élevait à 6,5 % de la population active selon l'OIT. La récession a détruit un total 8,75 millions d'emplois et en 2010, seuls 909 000 emplois ont été créés.
- Création et suppressions d'emplois aux États-Unis :
  - Novembre 2007 : + 60 000
  - Décembre 2007 : + 41 000
  - Janvier 2008 : - 76 000
  - Février 2008 : - 76 000
  - Mars 2008 : - 80 000

Après la récession de 2009, le chômage a fortement augmenté pour atteindre la barre symbolique des 10 % en début d'année 2010. Cependant, depuis lors, la baisse des demandeurs d'emplois est notable, pour approcher en janvier 2011 un chiffre compris entre 9 et 9,4 %. À cette date, États-Unis comptent 14,82 millions de demandeurs d'emplois.
En janvier 2012, le taux de chômage atteint 8,3 %, en baisse de 0,2 point sur un mois. Le taux de chômage est en baisse depuis le mois d'août 2011, où il avait atteint 9,1 %. C'est le taux le plus faible depuis février 2009. Cette baisse s'explique notamment par une stagnation de la population active : entre août 2008 et août 2013, la population active n'a crû que de 0,5 % sur la période, au lieu d'environ 1 % par an habituellement.En septembre 2014, le taux est de 5,9 % soit 9,3 millions de personnes, le plus bas alors depuis le déclenchement de la crise de 2008. La participation au marché du travail, qui compte les personnes ayant un emploi et celles qui en recherchent un activement, est à cette date de 62,7 %. En juillet 2016, la première économie mondiale a créé 255 000 postes, selon les données préliminaires publiées par le département du travail.
Depuis la crise économique de 2008, qui a lourdement affecté les plans épargne retraite des Américains, le nombre de personnes à travailler au-delà de 85 ans ne cesse d'augmenter. Elles sont 255 000 en 2018, soit près de 5 % de cette classe d'âge.
Au printemps 2020, la crise liée à la pandémie de Covid-19 conduisent près de 10 millions d'inscrits au chômage en deux semaines, battant le record d'inscriptions hebdomadaires de 665.000 qui remontait à la grande crise de 2008.

### Salaire minimum
Un salaire minimum existe depuis 1938 et la Grande Dépression. Il faisait partie des mesures prises par le président Roosevelt et qui fondaient le modèle du Welfare State.
Au 24 juillet 2009, le salaire minimum fédéral est de 7,25 dollars de l'heure. Chaque État, et même chaque ville, peut fixer son propre salaire minimum, à la condition que celui-ci soit supérieur au plancher fédéral. Par exemple, Santa Fe, au Nouveau-Mexique, a un salaire minimum en 2009 de 9,92 $ de l'heure et San Francisco, en Californie de 9,79 $. Il est de 8 $ de l'heure dans le Massachusetts et de 8,55 $ dans l'État de Washington. Depuis 2018, le salaire minimum dans l'état de New York est de 15 $ de l'heure.
Le nombre de personnes payées au salaire minimum (essentiellement des femmes) est en baisse; entre 1997 et 2004, il a chuté de 2,8 millions aux États-Unis pour ne représenter que 1,4 % de la population salariée aujourd'hui. En 2009, le seuil de pauvreté est de 18 310 dollars pour une famille de trois personnes[réf. nécessaire]. Selon une étude réalisée en 2018 par l'OCDE, les États-Unis présentent des inégalités de revenus beaucoup plus élevées et un pourcentage plus élevé de travailleurs pauvres que presque tous les autres pays développés, en grande partie parce que les travailleurs précaires ne reçoivent que très peu d'aides de l’État et du manque de conventions collectives.
Selon une étude de la confédération syndicale AFL-CIO, les salaires des grands patrons sont en moyenne 347 fois plus élevés que ceux de leurs employés. Le patron le mieux payé est Marc Lore, directeur du commerce en ligne chez Wal-Mart, dont la rémunération en 2016 atteignait 237 millions de dollars. Il faudrait ainsi près de 200 ans de travail à un salarié en bas de l'entreprise pour gagner l'équivalent d'une semaine de rémunération de son patron.

### Syndicats
L’implantation d'un syndicat dans une entreprise s'effectue en deux étapes. Il doit pour commencer obtenir la signature de 30 % des salariés du site concerné, puis, s'il les obtient, un referendum est organisé à l'issue duquel il doit obtenir plus de 50 % d'approbation. Pour autant, la campagne précédant le vote est souvent caractérisée par des menaces, chantages, intimidations ou mensonges, obligeant parfois des syndicats à reculer. Les associations patronales achètent des campagnes de publicité diffusées dans les médias locaux de façon à avertir les salariés sur les risques que représenterait le syndicalisme (fermetures d'entreprises, licenciements...). Des responsables politiques participent également aux campagnes; ainsi, le sénateur du Tennessee Bo Watson (parti républicain) menace en 2014 Volkswagen de lui retirer ses subventions si l'entreprise laissait une section syndicale se constituer dans son usine de Chattanooga.
L'AFL-CIO est la principale fédération syndicale, qui regroupe 13 millions de travailleurs et une cinquantaine de centrales. Son président est depuis 2009 Richard Trumka.
D'après une étude des économistes Richard Freeman et James Medoff, la présence syndicale réduit d'environ 15 % l'écart salarial entre les cadres et les non-cadres aux États-Unis. Les économistes Kevin Banning et Ted Chiles indiquent par ailleurs que la syndicalisation réduisait de 19 % le niveau de salaire des PDG. Toutefois, le déclin du syndicalisme observé depuis les années 1980 (te taux de syndicalisation est passé de 20,3 % à 11,3 % entre 1983 et 2012) pourrait être responsable de 10 à 20 % de l’augmentation des inégalités de revenus.

### Travail des femmes
En 2016, les États-Unis se situent au dix-septième rang des pays de l'OCDE pour le taux de travail des femmes. D’après une étude du Bureau du recensement de 2014, les salariées gagnent en moyenne 21 % de moins que leurs collègues hommes. L’écart s’accentue quand elles sont noires (36 % de moins) ou hispaniques (44 %). Les États-Unis comptent parmi les quatre pays — avec le Swaziland, le Lesotho, et la Papouasie-Nouvelle-Guinée — à ne pas garantir de congé maternité payé.

### Travail des enfants
Le travail des enfants progresse aux États-Unis. Ainsi, entre 2018 et 2023, les infractions à la législation sur le travail des enfants ont augmenté de 69 % selon le ministère du travail américain. Les entreprises se tournent de plus en plus notamment vers des enfants migrants venus d'Amérique centrale afin de disposer d'une main-d’œuvre peu regardante sur les horaires et les salaires. Une dizaine d'États dirigés par le Parti républicain ont assoupli ou cherchent à assouplir la législation sur le travail des enfants, héritée du New Deal, pour répondre aux demandes des industriels.

### Congés payés et vacances
Aucune loi n'oblige les entreprises à accorder des congés payés à leurs employés. En 2013, selon le Bureau des statistiques du travail, un quart des salariés américains, soit 28 millions de personnes, ne bénéficient pas de congés payés : 10 % des salariés à plein temps et 60 % de ceux qui travaillent à temps partiel n'ont pas de vacances ou ne sont pas rémunérés s'ils en prennent.

### Retraites
En faisant le choix de la libéralisation des régimes de retraite, les collectivités locales se sont tournées vers des investissements à risques dans des proportions démesurées. En conséquence, les fonds de pension accusent en 2017 près de quatre mille milliards de dollars de financements manquant. Plusieurs grandes villes comme Dallas, Chicago, Philadelphie ou la Nouvelle-Orléans ne paient plus l’intégralité des retraites dû à leurs ex-fonctionnaires et cette situation devrait continuer de se détériorer.

## Corruption
Le coût de la criminalité en col blanc est estimé à 1 000 milliards de dollars par an selon les données du ministère de la Justice. Cette criminalité représente un coût de 20 à 30 fois supérieur à celui des crimes ordinaires contre les biens (cambriolages, hold-up, vols de voitures, etc).

## Endettement

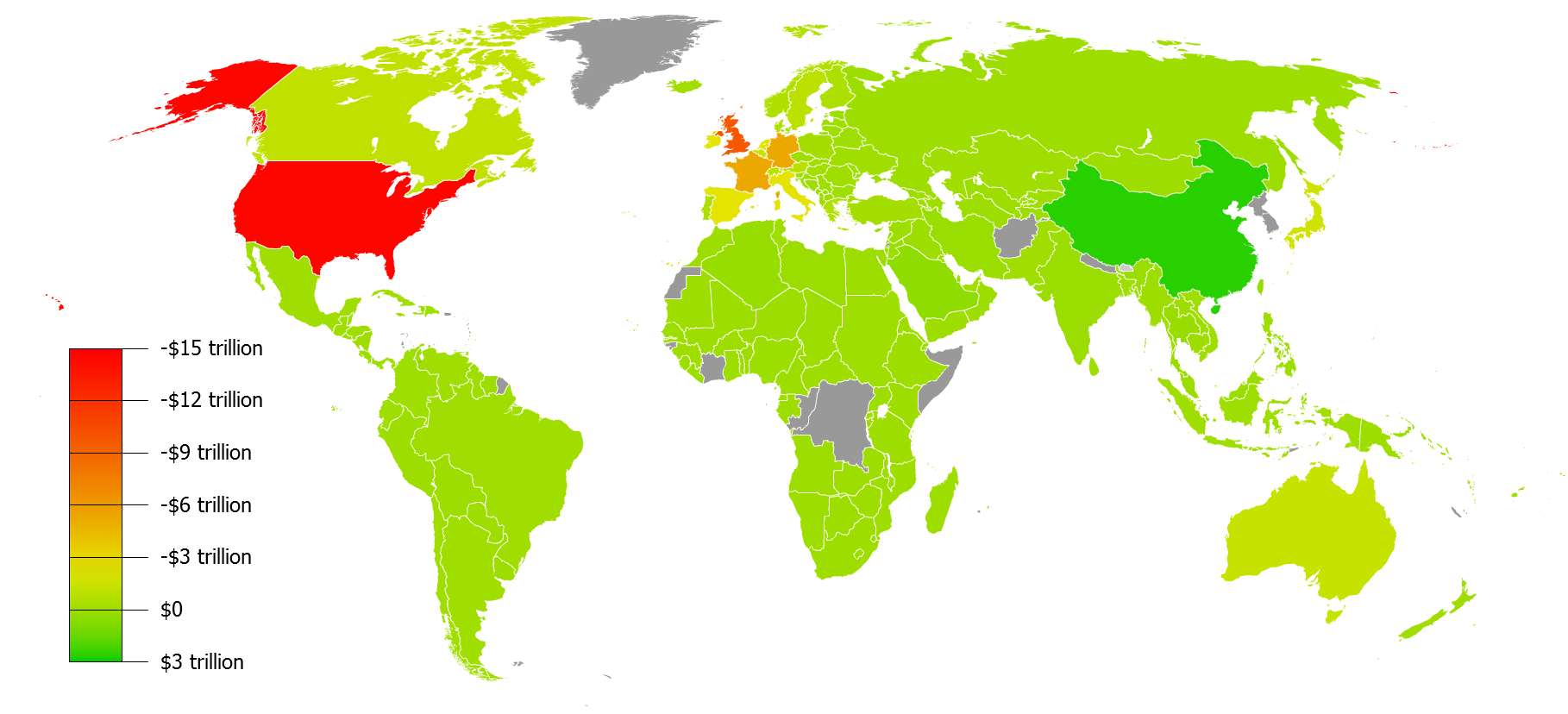
Réserves de devises et d'or, diminuées de leur dette extérieure totale (publique et privée), d'après les données de 2011 du CIA Factbook.

Au 8 septembre 2011, la dette publique totale atteignait 14 712 milliards de dollars, soit plus de 100 % du PIB : 10 068 milliards de dollars « détenus par le public » et 4 644 milliards de dollars de créances et dettes interadministratives.
Au 30 juin la dette publique extérieure (détenue par des non-américains) s'élevait à 4 499 milliards de dollars. Plus de la moitié était détenue par des créanciers chinois (1 166 milliards de dollars, ou 25,9 % du total), japonais (20,2 %) et britanniques (7,8 %). Les autres créanciers étaient des pays exportateurs de pétrole (5,1 %), le Brésil (4,6 %), Taïwan (3,4 %), etc. Parmi les créanciers de pays francophones, on trouvait la Suisse (2,4 %), le Luxembourg (1,5 %), la Belgique (0,7 %) et la France (0,5 %). Paradoxalement, cette position de débiteur ne s'est pas révélée négative jusqu'en 2011. Les 7 000 milliards de dollars de placements américains dans le monde reçoivent plus de dividendes de leurs investissements à l’étranger que le pays ne paie d’intérêts sur leurs dettes. En effet, les avoirs américains à l’extérieur sont essentiellement composés d’actions, alors que les créances étrangères correspondent à des titres obligataires sur le Trésor américain. La différence de rendement entre des actions et des obligations explique que les États-Unis restent, en dépit de leurs déficits, des investisseurs bénéficiaires. Toutefois, avec la crise de 2008, nombreux sont les spécialistes, au premier rang desquels Alan Greenspan, qui s'attendent à l'émergence d'une grave crise de la dette aux États-Unis, sur le modèle de la crise souveraine dans la zone euro.
Pour la première fois, l'agence de cotation financière Standard & Poor's annonce en avril 2011 une perspective « négative » pour la dette des États-Unis. Dans son communiqué, celle-ci justifie sa décision « Parce que les États-Unis ont, par rapport aux autres pays notés ‘AAA’, ce que nous considérons comme des déficits budgétaires très importants et un niveau d’endettement gouvernemental en hausse, et que le chemin pour traiter (ces problèmes) n’est pas clair, nous avons révisé notre perspective sur la note à long terme de ‘stable’ à ‘négative’ […]. Il y a un risque réel que les responsables politiques américains ne parviennent pas à un accord sur la façon de répondre aux difficultés budgétaires à moyen et long terme d’ici à 2013; s’il n’y a pas d’accord et qu’une mise en œuvre significative n’est pas lancée d’ici là, cela rendrait à notre avis le profil de risque des États-Unis significativement plus faible que celui des autres pays ‘AAA’ ». Les États-Unis ont en effet la particularité d'avoir leur taux d'endettement fixé légalement, et la limite pourrait être dépassée courant 2011 si un accord politique n'est pas trouvé. La limite réglementaire de 14.294 milliards de dollars pourrait en fait être dépassée le 2 août 2011, et un accord politique nécessaire au relèvement de cette limite est l'objet d'un bras de fer entre le Président Obama (démocrate) et le Sénat américain (à majorité républicaine). La perspective d'un défaut d'accord provoque une inquiétude grandissante des marchés et des institutions financières internationales.
L'accord quant au rehaussement de la limite légale d'endettement est finalement voté dans la journée du 2 août 2011 avec un plafond accru de 2.100 milliard USD qui ne devrait être atteint que courant 2013 (soit après l'élection présidentielle américaine de 2012), mais l'absence de solution structurelle à l'endettement américain ne lève pas l'ensemble des inquiétudes des agences de notation et des marchés en général quant à la capacité à long terme des États-Unis à faire face à leurs obligations, en l'absence notamment d'une reprise de la croissance économique et du marché de l'emploi,,,.
Les ménages américains restent, en décembre 2004, très endettés et donc très sensibles à tout retournement de la situation économique. Cependant le taux de chômage est relativement bas et le taux de croissance est bon (3,6 %), supérieur au taux de croissance moyen sur les trente dernières années (3,1 %). En 2010 cependant, le taux chômage est passé à 9,9 % malgré la croissance un temps retrouvée (2,9 %) après la crise des subprimes. Ce alors que la dette privée des ménages continue de progresser et empêche la prise de mesure visant à diminuer l'endettement public. En 2017, la dette des ménages atteint 12.840 milliards de dollars.
La dette américaine totale, publique (pourvoir fédéral, subfédéral et autres entités publiques (en)) et privée (entreprises + particuliers), représente environ 350 % du PIB en 2007, passée à 368 % en 2008. Elle atteint 419 % du PIB en 2010 à la suite de la crise financière, soit des taux largement supérieurs à d'autres économies occidentales, dont de 150 % à 250 % maximum en 2007 pour les différents pays de la zone euro.
Les études représentent aux États-Unis une source d’endettement considérable. En 2019, quelque 45 millions d’Américains cumulaient une dette de 1 600 milliards de dollars contractée pour payer leurs études supérieures, un montant qui a presque triplé en 12 ans. A l'issue de ses études, chaque emprunteur doit en moyenne 32 000 dollars (+ 20 % depuis 2016). La dette liée aux cartes de crédit représente quant à elle 1 000 milliards de dollars.
En mai 2025, l'agence de notation Moody's reclassent les États-Unis, en Aa1, D'après Moody's « Les administrations américaines successives et le Congrès ne sont pas parvenus à s’entendre sur des mesures visant à inverser la tendance aux importants déficits budgétaires annuels et à la hausse des charges d’intérêts ».

## Politiques

### Politique économique

#### Politique monétaire
En mars 2003, la Fed n'avait plus beaucoup de marge de manœuvre, car les taux directeurs étaient déjà à 1,25 %.
Depuis, à la faveur de la bonne tenue de la croissance économique, elle les a progressivement relevés. En juin 2005, ils sont à 3 % et passent à 3,5 % en août de la même année. Depuis fin 2007, du fait de la crise des subprimes ils sont de nouveau orientés à la baisse.
D'après la réserve fédérale, les 50 % d'Américains les plus pauvres ont perdu 32 % de leurs richesses, corrigés de l'inflation, depuis 2003. En revanche, le patrimoine des 1 % d'Américains les plus riches a doublé.

#### Politique budgétaire

##### Imposition
Le taux maximal d’imposition était de 91 % sous la présidence Eisenhower, de 72 % sous Richard Nixon, de 50 % sous Ronald Reagan et de 35 % (sur les sociétés) sous la présidence Obama.

##### Présidences Bush (2000-2008)
Le déficit du budget fédéral des États-Unis a atteint 247,7 milliards de dollars en 2006 (contre 318 milliards en 2005) pour un PIB des États-Unis de 13 802 milliards de dollars.
En 2006, le déficit public est de 1,9 % du PIB contre 4,8 % en 2003 tandis que l'on annonçait un solde excédentaire de 44,5 milliards en décembre 2006 du budget fédéral. La dette des administrations publiques en 2006 représentent 61,5 % du PIB (En comparaison la Zone euro affiche un prorata 69,1 %)
Les revenus de l'État fédéral passent de 2 119 milliards de $ en durant l'année fiscale 2005 à 2 568 milliards de $ à l'année fiscale 2007 tandis que les dépenses sont de 2 466 milliards de $ durant l'année ficale 2005 et de 2 731 milliards de $ en 2007; le déficit du budget fédéral s'est réduit à 163 milliards de dollars soit 1,2 % du PIB pour cette dernière année.
Le président George W. Bush a demandé en mars 2003 au Sénat, 75 milliards de dollars pour la guerre contre l'Irak : déplacement des troupes, rétributions pour les pays alliés du Moyen-Orient, guerre contre le terrorisme, etc. Toujours en mars 2003, le Sénat américain a refusé les réductions fiscales de plus de 700 milliards de dollars, et n'a consenti qu'une réduction de 350 milliards de dollars. Selon certains analystes démocrates, le coût de la guerre en Irak et les réductions d'impôts risquaient d'augmenter les déficits publics.

##### Présidence Obama (2008-2012)
Pour l'exercice 2008-2009, l'administration de Barack Obama hérite d'un déficit de 1 200 milliards de dollars, soit 8,3 % du produit intérieur brut. Ce chiffre ne tient pas compte du plan Paulson de relance de l'économie de 787 milliards de dollars promulgué en janvier 2009.
La proposition de budget 2010 établissait un déficit record de 1 560 milliards de dollars pour 2010 et 1 300 milliards pour 2011 (forçant l'État à emprunter 33 cents pour chaque dollar dépensé), afin de lutter contre le chômage (à 10 % début 2010) et soutenir les classes moyennesClasse moyenne américaine (en) en baissant les impôts, mesure compensée par la hausse des prélèvements pour les multinationales et la suppression des niches fiscales pour les hauts revenus.

#### Politique commerciale

##### Statistiques globales
Quelques statistiques (source : Le Figaro, 16 février 2005) :
- En 2004, importations nettes de capitaux à long terme : 821,8 milliards de $.
- Déficit commercial en décembre 2004 : 56,4 milliards de $.
- Importations de services (en milliards de dollars, 2004) : 291,14[51].
- Exportations de services (en milliards de dollars, 2004) : 336,10[51].
- Importations de biens (en milliards de dollars, 2004) : 1 473,12[51].
- Exportations de biens (en milliards de dollars, 2004) : 811,06[51].

En 2005, le déficit commercial des États-Unis a atteint un niveau record à 726 milliards de dollars (610 milliards d'euros) à la suite de la hausse des prix des hydrocarbures, cela représente près de 6 % du produit intérieur brut.
En octobre 2006, le déficit commercial américain s'établit à 58,9 milliards de dollars contre 63,4 milliards en septembre 2006, soit une diminution de 8,4 %. Il continue de se réduire lentement en 2007, notamment sous l'effet de la dépréciation du dollar par rapport à l'euro : en mai 2007, il s'élevait à 296 milliards de $.
Pour l'année 2007 le déficit commercial des États-Unis a été de 815 milliards de dollars.

##### Accords commerciaux

États-Unis
Zone de libre-échange

Les États-Unis font partie de l'ACEUM et de la Coopération économique pour l'Asie-Pacifique (APEC).
Le 27 juillet 2005 : les États-Unis annoncent la conclusion d'un traité de libre échange avec six pays d'Amérique latine (ALÉAC : République dominicaine, Nicaragua, Salvador, Guatemala, Honduras, Costa Rica). Les droits de douane sont supprimés sur plusieurs types de produits, notamment des produits manufacturés et agroalimentaires. Les États-Unis ont un accord de libre-échange avec certains pays arabes, asiatiques et africains (Maroc, Turquie et Jordanie) ainsi qu'avec la Corée du Sud.

### Politique énergétique et environnementale
Globalement, la politique énergétique et environnementale des États-Unis se caractérise par le minimum d'engagements écrits dans les accords internationaux, et le maximum d'efforts de recherche et développement (souvent publique), en faisant appel à l'initiative des citoyens. Déjà, dans les années 1970, le gouvernement fédéral met en place des programmes destinés à réduire la dépendance du pays à l'égard du pétrole importé. C'est notamment le cas avec le Project Independence, annoncé par le président Richard Nixon en novembre 1973, qui visait à assurer l'indépendance énergétique des États-Unis d'ici 1980.
D'autre part, l'administration américaine a mis en place depuis la fin des années 1980 une politique de soutien aux entreprises (advocacy center) qui influence systématiquement les instances internationales dans le domaine de l'énergie et de l'environnement (WBCSD, BASD, PNUE…), en relation avec des ONG environnementales. L'opinion d'un certain nombre d'Américains est qu'il est possible de substituer le capital naturel par un capital de connaissances (voir durabilité faible/forte). L'un des gourous de cette forme de croissance économique est Paul Romer. Les organismes américains contrôlent ainsi par le biais du Web de nombreuses bases de données dans ce domaine (environnement, USGS, changement climatique…).
Le gouvernement de George W. Bush a décidé de se retirer des négociations du protocole de Kyoto tout en proposant quelques mois plus tard un autre plan moins contraignant que celui de Kyoto : il s’agit du « Clear Skies and Global Climate Change », du 14 février 2002, qui développe une approche graduelle, à moyen ou long terme, face à l’effet de serre. Il prévoit :
- de baisser les émissions de gaz à effet de serre du PIB de 18 % en dix ans
- de donner 700 millions de dollars supplémentaires (soit 4, 5 milliards au total) à la recherche sur les changements climatiques
- d’exempter de 4,6 milliards de dollars d’impôts sur 5 ans pour ceux qui investissent dans les énergies renouvelables.

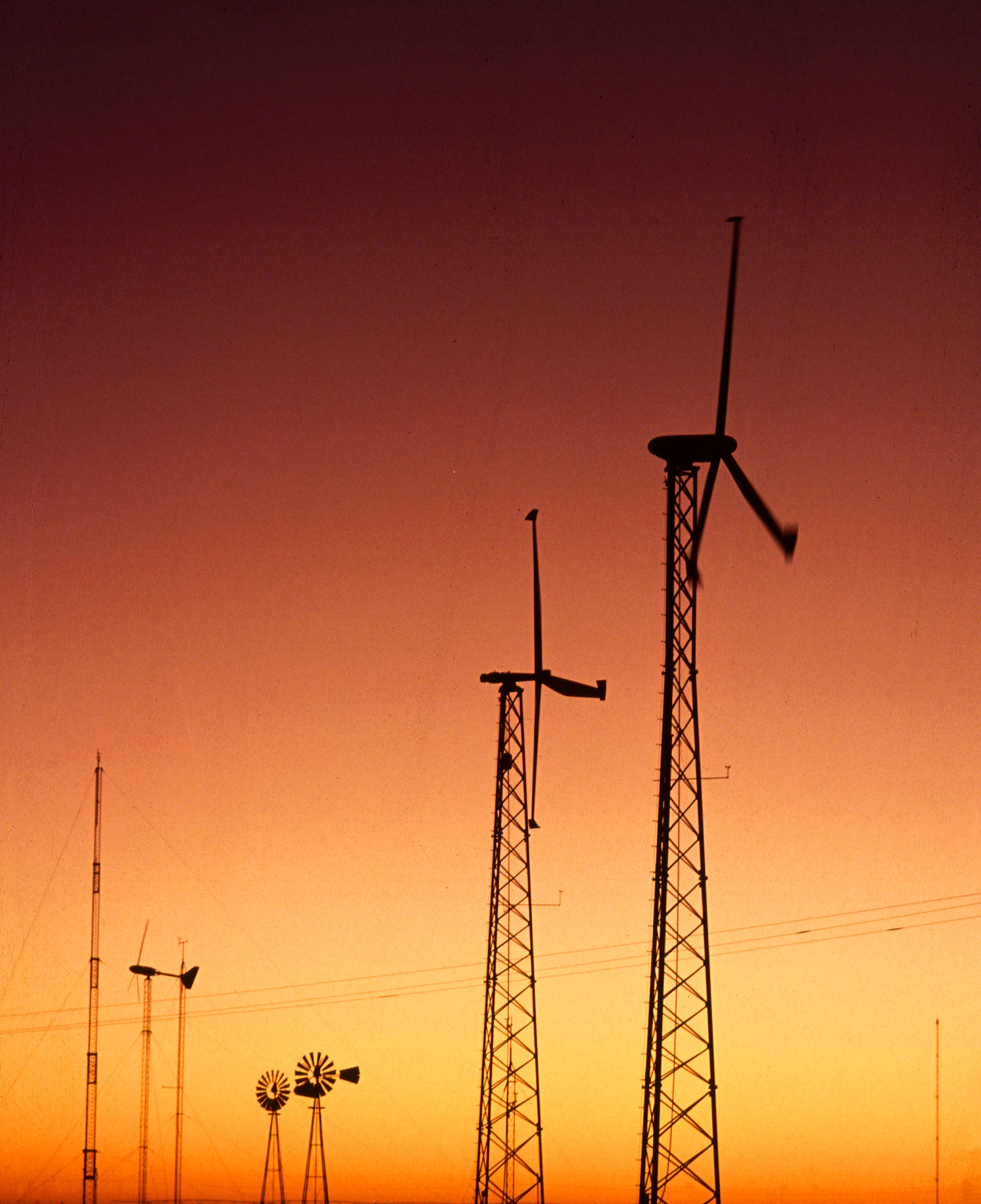
Éoliennes au Texas.

L’administration Bush a également remis en cause des dispositifs plus ou moins anciens de lutte contre la pollution dans le pays : normes de pollution pour les centrales thermiques, taxe spéciale sur les firmes pétrolières et chimiques pour financer le nettoyage des rivières polluées…
En 2004, le sénateur républicain John McCain et le démocrate Joseph Lieberman déposent un projet de loi visant à limiter les rejets dans l’atmosphère; soutenu par les grandes entreprises Alcoa, DuPont de Nemours et American Electric Power, il n’est pourtant pas adopté.
Le 6 juillet 2005, au cours du sommet du G8 à Gleneagles, le président George W. Bush a reconnu pour la première fois que la production de gaz à effet de serre de l'activité humaine est en partie responsable du réchauffement climatique tout en réaffirmant son opposition au protocole de Kyoto. Mais il continue de plaider pour la recherche et le développement de sources d'énergies non polluantes, plutôt que par une réduction des gaz à effet de serre.
Le 28 juillet 2005, le gouvernement des États-Unis ont signé un accord à Vientiane avec cinq pays d'Asie-Pacifique (Australie, Inde, Japon, Chine et Corée du Sud) visant à développer de nouvelles technologies pour lutter contre l'émission des gaz à effet de serre. La structure de cet accord s'appelle depuis fin 2005 Asia-Pacific Partnership for Clean Development and Climate Change (AP6), Partenariat Asie-Pacifique sur le développement propre et le climat. Selon ses détracteurs, cet accord qui n'impose aucun objectif chiffré en matière de pollution, permettrait aux États-Unis de contourner, voire de torpiller l'accord de Kyoto.
Le 29 juillet 2005 a été votée la loi de réforme sur le secteur énergétique. Elle prévoit :
- de réduire la dépendance énergétique des États-Unis
- d'augmenter les sources d'énergie renouvelable
- d'encourager l'utilisation des biocarburants
- l'extension de la période de l'heure d'été, du deuxième dimanche de mars au premier dimanche de novembre.
- d'améliorer le secteur nucléaire (George W. Bush a promulgué une loi pour construire de nouvelles centrales nucléaires[126])
- de moderniser les usines thermiques au charbon et le réseau[127].

Il faut également signaler que les États-Unis, avec l'Union européenne, la Russie, le Canada, la Chine, le Japon et la Corée du Sud, et après de rudes négociations, participent finalement au financement du projet ITER (International Thermonuclear Experimental Reactor) prévu à Cadarache (France). Ce projet pourrait être la solution au remplacement du pétrole et de l'uranium dans la production d'énergie.
En octobre 2005, le président a appelé ses concitoyens à réduire leur consommation de pétrole. Sur l'année, les Américains ont acheté plus de bicyclettes que d'automobiles. En mai 2006, George W. Bush s'est prononcé pour la construction de nouvelles centrales nucléaires : à Pottstown (Pennsylvanie), il a également promu les biocarburants et les sources d'énergie renouvelable.
En 2015, les États-Unis ont produit 262,4 millions de tonnes de déchets, soit 4,5 % de plus qu’en 2010 et 60 % de plus qu’en 1985 selon les données officielles.. Alors que la Chine décide en 2018 de stopper les importations de déchets plastiques afin de ne plus être la « poubelle du monde », l'industrie du recyclage aux États-Unis s'en trouve bouleversé. Le prix du traitement des déchets augmente considérablement et de nombreuses villes préfèrent incinérer leurs déchets, affectant la qualité de l'air, ou ouvrir des décharges à ciel ouvert, source importante d’émission de méthane.
L’administration Trump prend des mesures en 2018 pour étendre considérablement le forage en mer dans les eaux américaines. Le ministère de l’Intérieur propose d’ouvrir presque entièrement le littoral du pays au forage.